# Giannarigo Rona

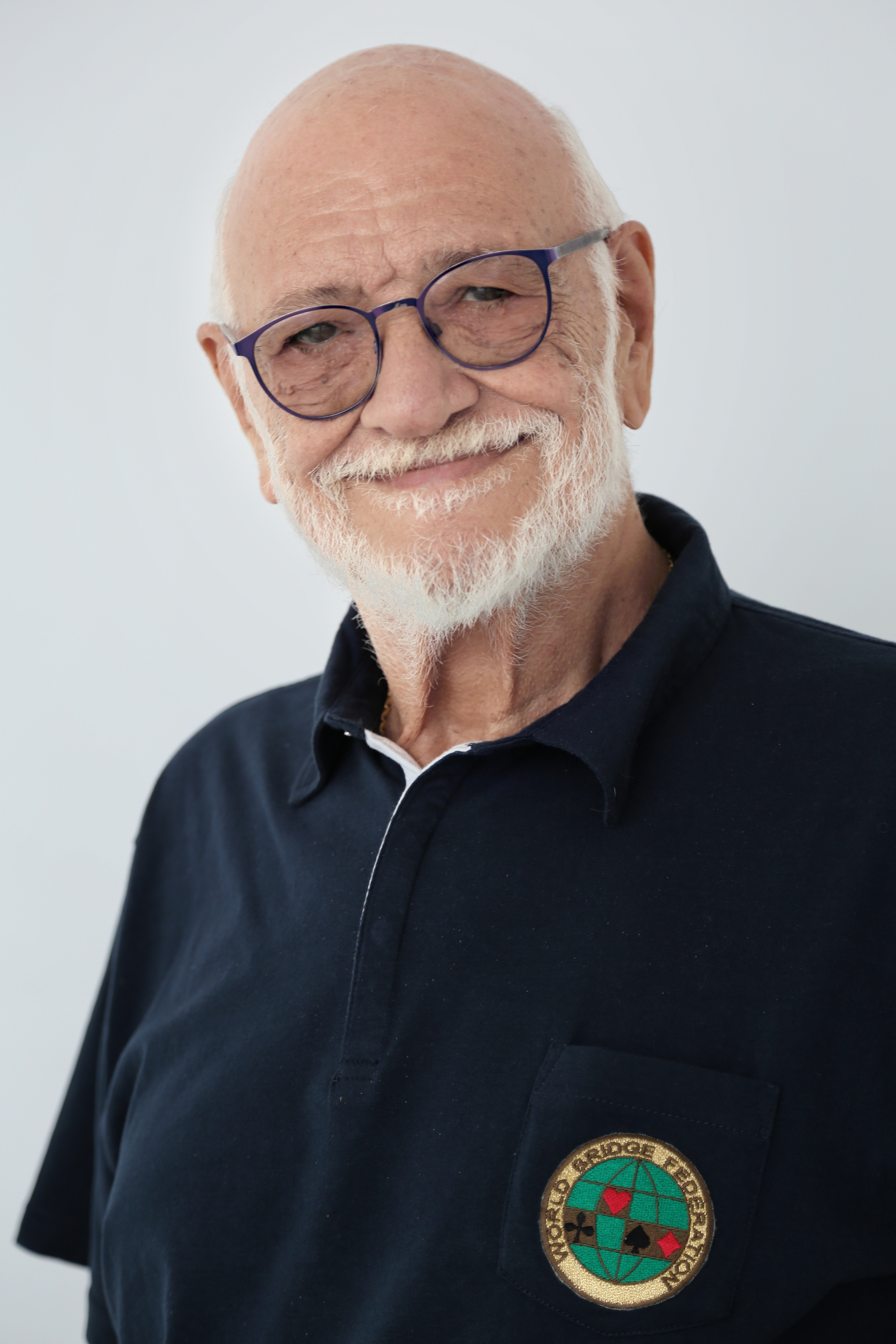
Giannarigo Rona

Giannarigo Rona (* 18. November 1940 in Rom) ist ein italienischer Bridge-Administrator und Anwalt. Er ist der derzeitige Präsident der World Bridge Federation (WBF).
Rona wurde in Pavia, Lombardei, geboren. Er studierte Jura im Ugo Foscolo Classical Lyceum in Pavia und der Universität Pavia. In seiner Jugend spielte er Basketball in der 1. italienischen Division.
Rona ist praktizierender Anwalt. Er war 20 Jahre lang Mitglied der italienischen Anwaltskammer und verwaltete den dortigen Pensionsfonds.
Bridge spielte Rona auf nationaler Ebene. Seine Karriere als Bridge-Funktionär begann 1979, als er zum Mitglied der FIGB, der italienischen Bridge Federation, gewählt wurde. Zwischen 1986 und 2009 war er deren Präsident. 1984/85 war er nichtspielender Kapitän der italienischen offenen Mannschaft. Als Vorsitzender überwachte Rona die Organisation verschiedener Europa- und Weltmeisterschaften, inklusive der EUBL Meisterschaften 1979 und 1998, der European Open Pairs Championships 1989, 1991 und 1995, der European Junior Teams Championship1982, der European Open und Women’s Teams 1985, sowie der World Bridge Olympiads 1988 und 1992, veranstaltet in Italien.
In der European Bridge League (EBL), fungierte Rona als Mitglied des Exekutivkomitees (1995–), Schatzmeister (1997–1999) und schließlich Präsident (1999–2010).
Rona war seit 1999 Mitglied des WBF Exekutivrates und des Managements und seit 2006 erster Vizepräsident. 2009 wurde er in Sao Paulo zum Präsidenten gewählt und übernahm diesen Posten 2010 von seinem langjährigen Vorgänger José Damiani. Bislang wurde er zwei Mal wiedergewählt. Zuerst 2013 in Nusa Dua, Bali und dann 2018 in Lyon. Seine Amtszeit endet voraussichtlich 2022.
Er lebt mit seiner zweiten Frau Cippi in Milan.